# Абрахамян, Ара Рафаелович
Ара Рафаелович Абрахамян (арм. Արա Աբրահամյան, швед. Ara Abrahamian; род. 27 июля 1975, Ленинакан) — армянский и шведский борец греко-римского стиля, трёхкратный призёр чемпионата Европы (2001, 2002, 2008), двукратный чемпион мира (2001, 2002), серебряный призёр Олимпийских игр (2004).

## Биография
Ара Абрахамян родился 27 июля 1975 года в Ленинакане. Начал заниматься греко-римской борьбой в возрасте 8 лет под руководством Геворга Оганесяна. В 1994–1998 годах входил в состав сначала молодёжной, а потом национальной сборной Армении. С 1999 года выступал за Швецию. В 2001 и 2002 годах становился чемпионом мира в весовых категориях до 76 кг и до 84 кг соответственно. В 2004 году выиграл серебряную медаль на Олимпийских играх в Афинах.
Наибольшую известность Аре Абрахамяну принёс демарш, предпринятый им на Олимпийских играх в Пекине. В полуфинале этих соревнований из-за спорного решения судей он проиграл итальянскому борцу Андреа Мингуцци. Попытка опротестовать это судейское решение оказалась безрезультатной, и оно было оставлено в силе. После этого Абрахамян выиграл схватку за бронзовую медаль, пришёл на церемонию награждения и после вручения ему медали снял её, положил на ковёр и удалился. Таким образом он попытался выразить свой протест против несправедливого, по его мнению, решения судей, которое не позволило ему бороться за золотую медаль.
Ряд известных борцов в том числе и многолетние соперники Абрахамяна высказались в его поддержку.
Турецкий борец Назми Авлуджа, получивший вторую бронзовую награду в этом весе, сказал: 
То, что сделали против Абрахамяна, не входит ни в какие рамки, и я его понимаю.
Россиянин Алексей Мишин, выступавший в той же весовой категории, также поддержал Абрахамяна:
Абрахамяна откровенно засудили.
Другой российский борец Хасан Бароев выразил мнение, что несмотря на несправедливость судейского решения Абрахамяну не стоило предпринимать свой демарш:
Мне тоже было бы неприятно, если бы настолько нагло всё произошло. Но всё же, полагаю, Абрахамян должен был стоять на пьедестале с медалью.
Сам Ара Абрахамян заявил:
Мне не нужна эта медаль. Я хотел золота.
16 августа 2008 года дисциплинарная комиссия Международного олимпийского комитета (в составе Томаса Баха, Дениса Освальда и Сергея Бубки) вынесла решение дисквалифицировать Абрахамяна, вернуть его медаль в МОК и не присуждать её другому спортсмену. В дополнение к этому Международная федерация объединённых стилей борьбы (FILA) оштрафовала Абрахамяна на 2600 долларов, а его наставника Лео Мюлери на 8600 долларов и дисквалифицировала их обоих на 2 года. Также была оштрафована и федерация борьбы Швеции на 43 000 долларов. После этого Абрахамян подал апелляцию в Международный спортивный суд в Лозанне (CAS) и она была частично удовлетворена. CAS признал неправомерным существующий в FILA процесс подачи апелляций и квалифицировал случай с Абрахамяном как «нарушение Олимпийской хартии и собственных правил FILA в отношении „честной игры“». Он также обязал FILA создать апелляционную комиссию для нового рассмотрения этого дела. Такая комиссия была создана, но она отказалась снять дисквалификацию и вернуть Абрахамяну олимпийскую медаль, ограничившись отменой денежного штрафа в отношении Федерации борьбы Швеции.
Сразу после Олимпийских игр в Пекине, не дожидаясь окончания судейских разбирательств, Ара Абрахамян заявил, что независимо от их исхода завершит свою спортивную карьеру, однако в 2012 году в возрасте 36 лет предпринял попытку отобраться на Олимпийские игры в Лондоне. Участвуя в двух квалификационных турнирах, ему удавалось выиграть несколько схваток, но в решающих поединках за получение олимпийской лицензии он уступал и не смог получить право выступить на четвёртой для него Олимпиаде.
Ара Абрахамян занимается также тренерской деятельностью. Среди его учеников призёр чемпионата Европы 2009 Шарур Варданян.